# Iron Fist (песня)
Iron Fist (с англ. — «Железный кулак») — песня британской рок-группы Motörhead. Первый трек одноимённого альбома, 3 апреля 1982 года был выпущен синглом, который издавался на синем, чёрном и полупрозрачном красном винилах, формата 7". На композицию был снят видеоклип.
Последний сингл, записанный Лемми, Кларком и Тейлором, которые считаются классическим составом группы (в мае 1982 года Эдди Кларк покинет коллектив).
Одна из известнейших песен группы. Получила успех у фанатов и регулярно исполняется на концертах. Входит почти во все концертные альбомы и сборники группы. А немецкие треш-металлисты Sodom включили кавер на эту песню в свой альбом «Persecution Mania».
Сторона «Б» сингла содержит композицию «Remember Me, I’m Gone», которая позднее вошла в CD-переиздания альбома Iron Fist.
27 марта 1982 года группа исполнила данную песню, а также композиции «Loser» и «Speedfreak» на BBC Radio 1, в шоу «Rock On Saturday».

## Список композиций
- «Iron Fist» (Лемми, Кларк, Тейлор) — 2:50
- «Remember Me, I’m Gone» (Лемми, Кларк, Тейлор) — 2:26

## Участники записи
- Иэн Фрэйзер «Лемми» Килмистер — вокал, бас-гитара
- Эдди Кларк — соло-гитара
- Фил «Грязное Животное» Тейлор — ударные

## Позиции в чартах
| Год  | Чарт             | Позиция |
| ---- | ---------------- | ------- |
| 1982 | UK Singles Chart | 29      |